# Just a gigolo
Just a gigolo és una pel·lícula de comèdia francesa dirigida per Olivier Baroux, estrenada el 2019. Es tracta d'una nova versió de la pel·lícula estatunidenca How to Be a Latin Lover de Ken Marino de 2017. S'ha doblat al català per TV3.
Amb només 281.412 entrades venudes, és el pitjor resultat del director i el desè "fracàs més gran" del cinema francès de l'any 2019 segons Le Point.

## Sinopsi
Quan el seu pare mor tràgicament d'esgotament a la feina, el petit Alex revela a la seva germana Sarah que es farà gigoló per guanyar molts diners sense haver de treballar mai. Deu anys després, l'Alex és un jove i ben plantat noi de companyia i aconsegueix seduir la Denise, una rica dona de 60 anys. Passen junts 28 anys gaudint del luxe indecent i l'ociositat, comprovant cada matí que la seva estimada continua viva. Però un dia, l'Alex és expulsat per la Denise, que l'enganya amb un home més jove. Es troba al carrer i es refugia a casa de la seva germana, on coneix el nebot Hugo, de 10 anys. Però l'Alex només té un objectiu: trobar com més aviat millor una nova vídua, encara més rica i més vella. Així que quan l'Hugo li confessa que està secretament enamorat d'una amiga del col·legi, l'àvia del qual és una de les vídues més riques de la regió, l'Alex, sense revelar-li les seves veritables intencions, li ensenya les seves tècniques de seducció.

## Repartiment
- Kad Merad: Alex
- Anne Charrier: Sarah
- Léopold Moati: Hugo
- Pascal Elbé: Daniel
- Anny Duperey: Samantha Hirsch
- Thierry Lhermitte: Sammy
- Guy Lecluyse: Serge
- Lionel Abelanski: Gilles
- Albane Mazel: Eva
- Arièle Semenoff: Denise
- Caroline Anglade: Lydie
- Andréa Ferréol: Sophia
- Yann Papin: Michel
- Enya Baroux: Laura
- Mathilde Moigno: la noia abordada
- Mila Jubelin-De Meyer: Sarah d'infant
- Remy Jobert: Alex de 22 anys
- Matisse Jacquemin-Bonfils: Alex d'infant
- Yann Lerat: convidat a la piscina